# Levesville-la-Chenard
Levesville-la-Chenard és un municipi francès, situat al departament de l'Eure i Loir i a la regió de Centre – Vall del Loira. L'any 2007 tenia 222 habitants.

## Demografia

### Població
El 2007 la població de fet de Levesville-la-Chenard era de 222 persones. Hi havia 85 famílies, de les quals 20 eren unipersonals (12 homes vivint sols i 8 dones vivint soles), 24 parelles sense fills, 33 parelles amb fills i 8 famílies monoparentals amb fills.
La població ha evolucionat segons el següent gràfic:
Habitants censats

### Habitatges
El 2007 hi havia 98 habitatges, 85 eren l'habitatge principal de la família, 5 eren segones residències i 8 estaven desocupats. Tots els 97 habitatges eren cases. Dels 85 habitatges principals, 82 estaven ocupats pels seus propietaris i 3 estaven llogats i ocupats pels llogaters; 7 tenien dues cambres, 11 en tenien tres, 33 en tenien quatre i 34 en tenien cinc o més. 81 habitatges disposaven pel capbaix d'una plaça de pàrquing. A 29 habitatges hi havia un automòbil i a 52 n'hi havia dos o més.

### Piràmide de població
La piràmide de població per edats i sexe el 2009 era:
| Homes | Edats   | Dones |
| ----- | ------- | ----- |
| 0     | 95 o +  | 0     |
| 0     | 90 a 94 | 0     |
| 0     | 85 a 89 | 4     |
| 4     | 80 a 84 | 0     |
| 0     | 75 a 79 | 8     |
| 8     | 70 a 74 | 0     |
| 12    | 65 a 69 | 4     |
| 0     | 60 a 64 | 8     |
| 0     | 55 a 59 | 4     |
| 16    | 50 a 54 | 4     |
| 4     | 45 a 49 | 4     |
| 16    | 40 a 44 | 20    |
| 8     | 35 a 39 | 8     |
| 4     | 30 a 34 | 8     |
| 4     | 25 a 29 | 0     |
| 12    | 20 a 24 | 0     |
| 12    | 15 a 19 | 4     |
| 8     | 10 a 14 | 16    |
| 4     | 5 a 9   | 8     |
| 8     | 0 a 4   | 0     |

## Economia
El 2007 la població en edat de treballar era de 138 persones, 101 eren actives i 37 eren inactives. De les 101 persones actives 99 estaven ocupades (58 homes i 41 dones) i 2 estaven aturades (1 home i 1 dona). De les 37 persones inactives 14 estaven jubilades, 10 estaven estudiant i 13 estaven classificades com a «altres inactius».

### Ingressos
El 2009 a Levesville-la-Chenard hi havia 82 unitats fiscals que integraven 214 persones, la mediana anual d'ingressos fiscals per persona era de 18.486,5 €.

### Activitats econòmiques
Dels 11 establiments que hi havia el 2007, 1 era d'una empresa de fabricació d'altres productes industrials, 2 d'empreses de construcció, 3 d'empreses de comerç i reparació d'automòbils, 1 d'una empresa de transport, 3 d'empreses de serveis i 1 d'una empresa classificada com a «altres activitats de serveis».
Dels 3 establiments de servei als particulars que hi havia el 2009, 1 era un taller de reparació d'automòbils i de material agrícola, 1 paleta i 1 fusteria.
L'any 2000 a Levesville-la-Chenard hi havia 17 explotacions agrícoles que ocupaven un total de 1.188 hectàrees.

## Poblacions més properes
El següent diagrama mostra les poblacions més properes.